# Robert Deurwaerder
Robert Deurwaerder, né le 19 septembre 1941, est un footballeur international belge actif principalement durant les années 1960. Il est surtout connu pour les dix saisons qu'il joue comme milieu de terrain au FC Bruges.

## Carrière en club
Robert Deurwaerder fait ses débuts avec l'équipe première du FC Bruges en 1957. À l'époque, le club milite en Division 2. En 1959, le club termine vice-champion de deuxième division et est promu en Division 1. Le joueur s'impose au fil des saisons comme un élément important dans le milieu de terrain brugeois et après avoir été appelé chez les juniors et les espoirs, il est repris pour la première fois avec les « Diables Rouges » en décembre 1962 mais reste sur le banc. Il joue finalement un match international en mars de l'année suivante.
En 1966, après dix saisons passées à Bruges, Robert Deurwaerder quitte le club et rejoint le KSV Waregem, néo-promu en Division 1 où il apporte son expérience du haut niveau. Il ne reste qu'un an là-bas puis s'en va à Courtrai Sport, un club proche tout juste relégué en Promotion. Après deux ans, il remporte le titre dans sa série et remonte en Division 3. Hélas, ce retour ne dure que deux saisons et avec une avant-dernière place finale en 1971, le club est renvoyé au niveau inférieur. Âgé de trente ans, Robert Deurwaerder met alors un terme à sa carrière de joueur.

### Statistiques
| Saison                | Club                  | Championnat           | Championnat | Championnat | Coupe(s) nationale(s) | Coupe(s) nationale(s) | Total | Total |
| Saison                | Club                  | Division              | M.          | B.          | M.                    | B.                    | M.    | B.    |
| 1957-1958             | FC Bruges             | Division 2            | -           | -           | 0                     | 0                     | 0     | 0     |
| 1958-1959             | FC Bruges             | Division 2            | -           | -           | 0                     | 0                     | 0     | 0     |
| 1959-1960             | FC Bruges             | Division 1            | -           | -           | 0                     | 0                     | 0     | 0     |
| 1960-1961             | FC Bruges             | Division 1            | -           | -           | 0                     | 0                     | 0     | 0     |
| 1961-1962             | FC Bruges             | Division 1            | -           | -           | 0                     | 0                     | 0     | 0     |
| 1962-1963             | FC Bruges             | Division 1            | -           | -           | 0                     | 0                     | 0     | 0     |
| 1963-1964             | FC Bruges             | Division 1            | -           | -           | -                     | -                     | 0     | 0     |
| 1964-1965             | FC Bruges             | Division 1            | -           | -           | -                     | -                     | 0     | 0     |
| 1965-1966             | FC Bruges             | Division 1            | -           | -           | -                     | -                     | 0     | 0     |
| Sous-total            | Sous-total            | Sous-total            | -           | -           | -                     | -                     | 0     | 0     |
| 1966-1967             | KSV Waregem           | Division 1            | -           | -           | -                     | -                     | 0     | 0     |
| Sous-total            | Sous-total            | Sous-total            | -           | -           | -                     | -                     | 0     | 0     |
| 1967-1968             | Courtrai Sport        | Promotion             | -           | -           | -                     | -                     | 0     | 0     |
| 1968-1969             | Courtrai Sport        | Promotion             | -           | -           | -                     | -                     | 0     | 0     |
| 1969-1970             | Courtrai Sport        | Division 3            | -           | -           | -                     | -                     | 0     | 0     |
| 1970-1971             | Courtrai Sport        | Division 3            | -           | -           | -                     | -                     | 0     | 0     |
| Sous-total            | Sous-total            | Sous-total            | -           | -           | -                     | -                     | 0     | 0     |
| Total sur la carrière | Total sur la carrière | Total sur la carrière | 1           | -           | -                     | -                     | 1     | 0     |

## Carrière en équipe nationale
Robert Deurwaerder compte deux convocations en équipe nationale belge, pour un match joué. Il est appelé une première fois pour disputer un match amical face à l'Espagne le 2 décembre 1962 mais il reste toute la rencontre sur le banc. Il est convoqué une seconde fois le 3 mars 1963 à l'occasion d'un déplacement amical aux Pays-Bas, dont il dispute l'intégralité de la rencontre.
Il a également joué trois rencontres avec les juniors en 1960 et trois autres avec les espoirs en 1961.

### Liste des sélections internationales
Le tableau ci-dessous reprend toutes les sélections de Robert Deurwaerder. Les matches qu'il ne joue pas sont indiqués en italique. Le score de la Belgique est toujours indiqué en gras.
| Date       | Compétition  | Adversaire | Lieu      | Score | Remarque |
| ---------- | ------------ | ---------- | --------- | ----- | -------- |
| 02/12/1962 | Match amical | Espagne    | Bruxelles | 1-1   |          |
| 03/03/1963 | Match amical | Pays-Bas   | Rotterdam | 0-1   |          |